# Non si scherza col fuoco
Non si scherza col fuoco (Playing with Fire) è un film del 2019 diretto da Andy Fickman.

## Trama
Jake Carson e la sua squadra di esperti vigili del fuoco accorrono in soccorso di tre fratellini alle prese con un incendio fuori controllo. Incapaci di rintracciare i genitori dei bambini, Jake e i suoi si dovranno improvvisare babysitter.

## Produzione
Le riprese del film sono iniziate il 4 febbraio 2019 e si sono concluse il 29 marzo dello stesso anno. Il film è stato girato a Vancouver ed a Burnaby, nella Columbia Britannica.

## Promozione
Il 18 luglio 2019 è stato pubblicato il trailer ufficiale del film mentre, il 5 febbraio 2020, è stato pubblicato in lingua italiana.

## Distribuzione
Nelle sale statunitensi il film doveva essere trasmesso il 20 marzo 2019, ma fu rimandato all'8 novembre per via delle riprese cominciate tardi. 
Il film è stato distribuito dalla 20th Century Fox.
In Italia l'uscita del film, inizialmente prevista per il 27 febbraio 2020, è stata poi rinviata in data da destinarsi. La pellicola è stata infine pubblicata sul servizio di streaming Prime Video il 2 ottobre 2020.

## Accoglienza

### Incassi
Il budget totale del film è stato di 29,900,000 milioni di dollari.
Le previsioni di incasso del weekend di debutto si aggiravano intorno ai 7-10 milioni, ma il film ne ha incassati ben 12.8 arrivando terzo nel botteghino americano. Solo negli USA ed in Canada il film ha incassato 44.5 milioni di dollari.
Al 3 aprile 2020 l’incasso globale è di 68,631,669 milioni di dollari.